# Charles Bagot Cayley
Pour les articles homonymes, voir Cayley.
Charles Bagot Cayley (1823-1883) est un linguiste britannique connu pour sa traduction trop littérale de Dante et  pour avoir courtisé sans succès la nièce de Lord Byron, Christina Rossetti.

## Source
(en) « Charles Bagot Cayley », dans The Nuttall Encyclopædia, 1900 